# Alsósztregova
Alsósztregova (szlovákul Dolná Strehová) község Szlovákiában, a Besztercebányai kerület Nagykürtösi járásában.

## Fekvése
Nagykürtöstől 14 km-re északkeletre, a Tiszovnyik-patak partján fekszik.

## Története
A falu a 12-13. században keletkezett, 1251-ben "Strigoa" néven említik először írott forrásban. 1281-ben "Strogea", "Stegow", "Stego", 1381-ben "Stregoua", 1487-ben "Ztrehova", 1493-ban "Alsozthergowa" néven szerepel a különböző írott forrásokban. Birtokosai a Sztregovai, később a Széchenyi, majd 1430-tól a Madách család.
A 13. században a településen vár állt. 1552-ben Ali budai pasa északi hadjárata során megtámadta és elpusztította a török. 1593-ban szabadult fel a török iga alól. A 17. században latin nyelvű iskolát alapítottak itt, ahova 1691-ben Bél Mátyás is ellátogatott. 1828-ban 57 házában 424 lakos élt, akik mezőgazdasággal és szőlőtermesztéssel foglalkoztak.
Vályi András szerint "Alsó Sztregova. Tót falu Nógrád Várm. földes Urai Madách, és Révay Uraságok, lakosai leginkább evangelikusok, fekszik F. Sztregovához 1, Gácshoz, és Losontzhoz 2 mértföldnyire. Nevezetesíti e’ vidéken legszebb, ’s legnagyobb Templomjok, a’ mellynek Kriptájába jeles, és nevezetes úri Férjfiaknak tetemeik helyheztettek; nem külömben Madách, és Révay Uraságoknak két szép kastéllyaik. Határja középszerű, fája bőven van, legelője, réttye hasznos, szőleji mostan kezdődnek, piatzok Losontzon."
Fényes Elek szerint "Alsó- és Felső-Sztregova, tót falu, Nógrád vármegyében, egy völgyben, Szakálhoz 1 1/4 órányira, 60 házzal, 414 evang., 76 kath., 4 ref., 3 zsidó lak., régi nagyszerű evang. s ujabb kath. templommal. Határa, beszámitva a kihasitott Dabrava pusztát is, 3007 hold, mellyből beltelek 127 h., szántóföld 1620 h., bikkes, tölgyes, cseres erdő 960 h., rét 300 hold. Ebből majorsági belsőség 80 h., szántóföld 727 h., rét 160 h., erdő 960 h., elárkosodott föld mint legelő 271 h., többi urbéri. Az erdő közös legelő. Földje agyagos, néhol köves, néhol vadvizes, hegyes és vizmosásos, legjobban termi a rozsot, zabot, burgonyát, veres lóherét; rétjei néhol háromszor kaszállhatók; a juhtenyésztés virágzó. A határt s az egész völgyet Sztregova patakja hasitja, melly itt 2 malmot forgat. Nevezetes itt eg régi erősség, melly a Madách nemzetség ősi laka. Épitése ideje nem tudatik, de homokfalán álló kőtáblára vésett e következő betükből: „AEDES HAS OLIM CASTELLUM Ao MCCCCXXXJAM GENTI MADÁCH HABITATUM” világos, hogy már 1430-ban Madáchok laka volt, s a háborus időkben több sulyos csapások érték. E határban sok vasérczkő is találtatik. Birja a falut a Madách család, kinek itt szép laka, alatta nagy kertje, gyümölcsöse és üvegháza van; 1/16 részét pedig a Baros család birja."
A trianoni békeszerződésig Nógrád vármegye Gácsi járásához tartozott. Az első bécsi döntés nem érintette. A 20. században Bikkest csatolták hozzá.

## Népesség
| Év:            | 1994. | 2004.   | 2014.   | 2024.   |
| -------------- | ----- | ------- | ------- | ------- |
| Emberek száma: | 1050  | 1017    | 1046    | 1007    |
| Eltérés:       |       | -3,14 % | +2,85 % | -3,72 % |

| Év:            | 2023. | 2024.   |
| -------------- | ----- | ------- |
| Emberek száma: | 995   | 1007    |
| Eltérés:       |       | +1,20 % |

- 1880-ban 502 lakosából 48 magyar, 3 német, 434 szlovák és 2 egyéb anyanyelvű volt.
- 1890-ben 461 lakosából 95 magyar, 8 német, 339 szlovák és 19 egyéb anyanyelvű volt.
- 1900-ban 456 lakosából 80 magyar, 1 német, 353 szlovák és 19 egyéb anyanyelvű volt.
- 1910-ben 532 lakosából 124 magyar, 375 szlovák és 33 egyéb anyanyelvű volt. Ebből 201 római katolikus, 321 evangélikus és 10 izraelita vallású volt.
- 1921-ben 469 lakosából 26 magyar, 6 zsidó, 1 német, 433 csehszlovák és 3 állampolgárság nélküli volt.
- 1930-ban 747 lakosából 13 magyar, 685 csehszlovák, 1-1 német és zsidó és 47 állampolgárság nélküli volt. Ebből 398 római katolikus, 336 evangélikus, 5 izraelita és 8 egyéb vallású volt.
- 1970-ben 1196 lakosából 8 magyar és 1179 szlovák volt.
- 1980-ban 1043 lakosából 2 magyar és 1020 szlovák volt.
- 1991-ben 947 lakosából 1 magyar és 928 szlovák volt.
- 2001-ben 1048 lakosából 4 magyar és 1013 fő szlovák volt.[5]
- 2011-ben 1045 lakosából 3 magyar és 943 fő szlovák.
- 2021-ben 1013 lakosából 977 szlovák, 10 cseh, 3 magyar (0,3%), 2 cigány, 1 ukrán, 20 ismeretlen nemzetiségű.[6]

## Nevezetességei
- Madách-kastélyát a 19. század elején Madách Imre apja építtette. 1996-ban újították fel. A kastélyban kiállítás mutatja be Madách Imre, Bél Mátyás és Rimay János munkásságát.
- Madách Imre síremléke a kastélyparkban látható, Ádám szobra díszíti.
- Evangélikus temploma 1652-ben épült reneszánsz stílusban, 1819-ben klasszicista stílusban építették át. Tornya 1923-ban épült. A templomban a Madáchok címerei láthatók.
- Római katolikus temploma a 18. század végén épült, 1903-ban szecessziós stílusban újjáépítették.
- A faluban strandfürdő működik 36 °C-os termálvízzel.

## Képek

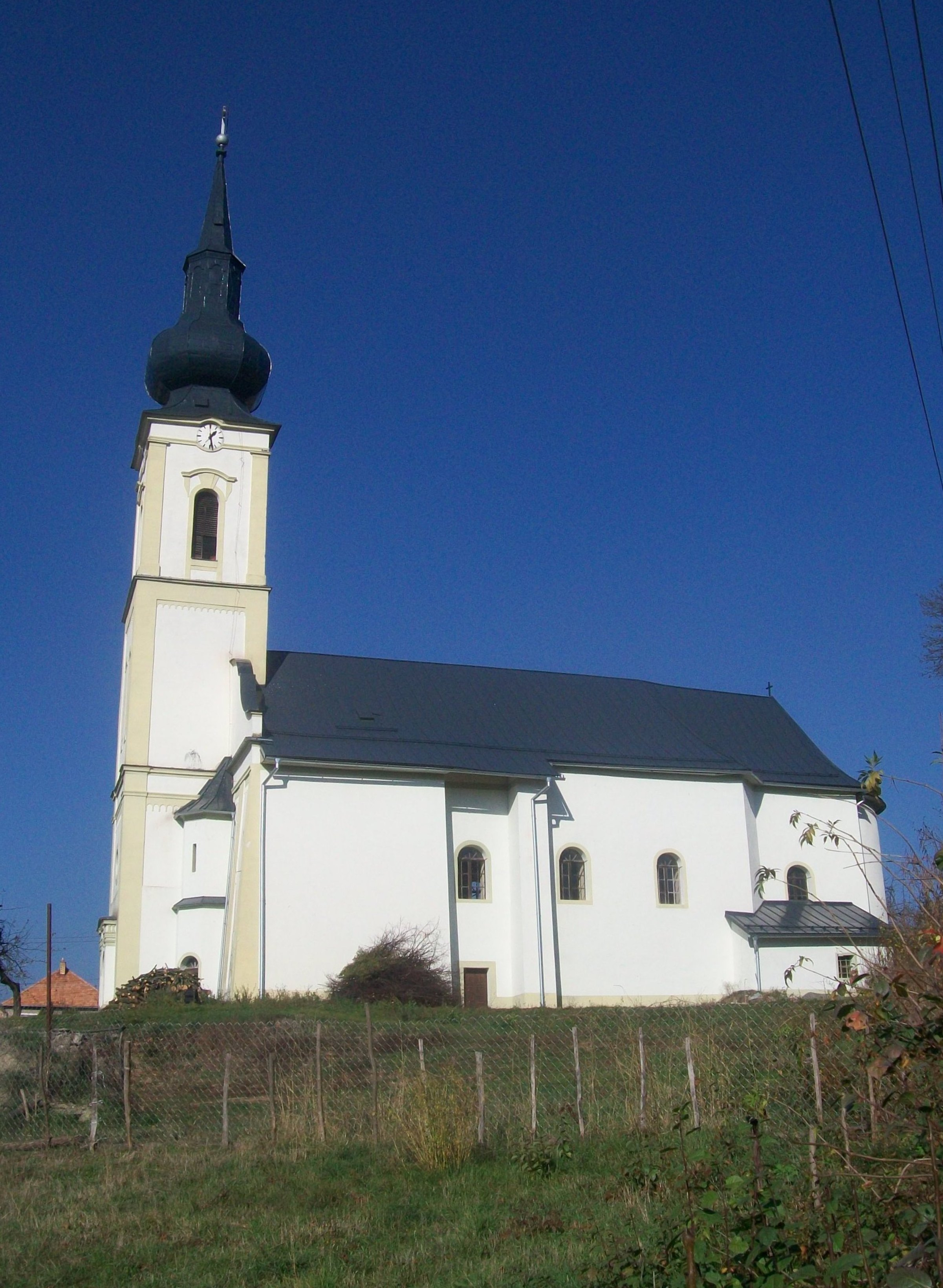
Evangélikus templom
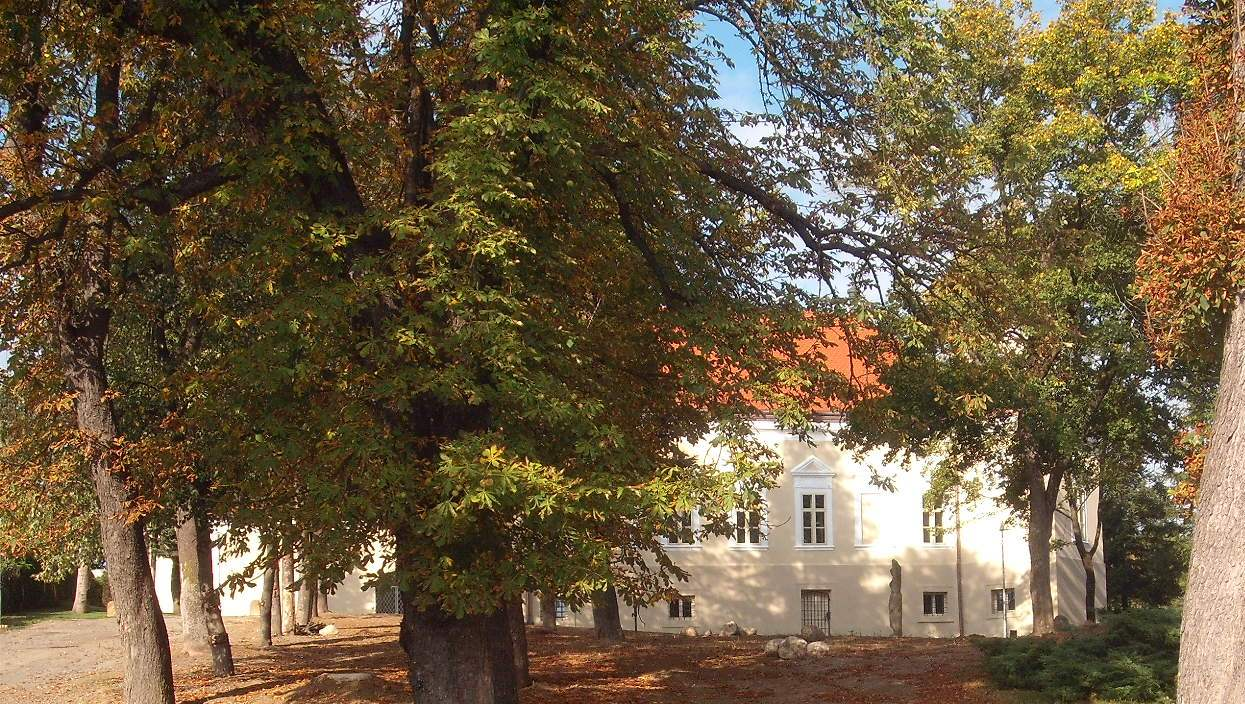
Madách-kastély
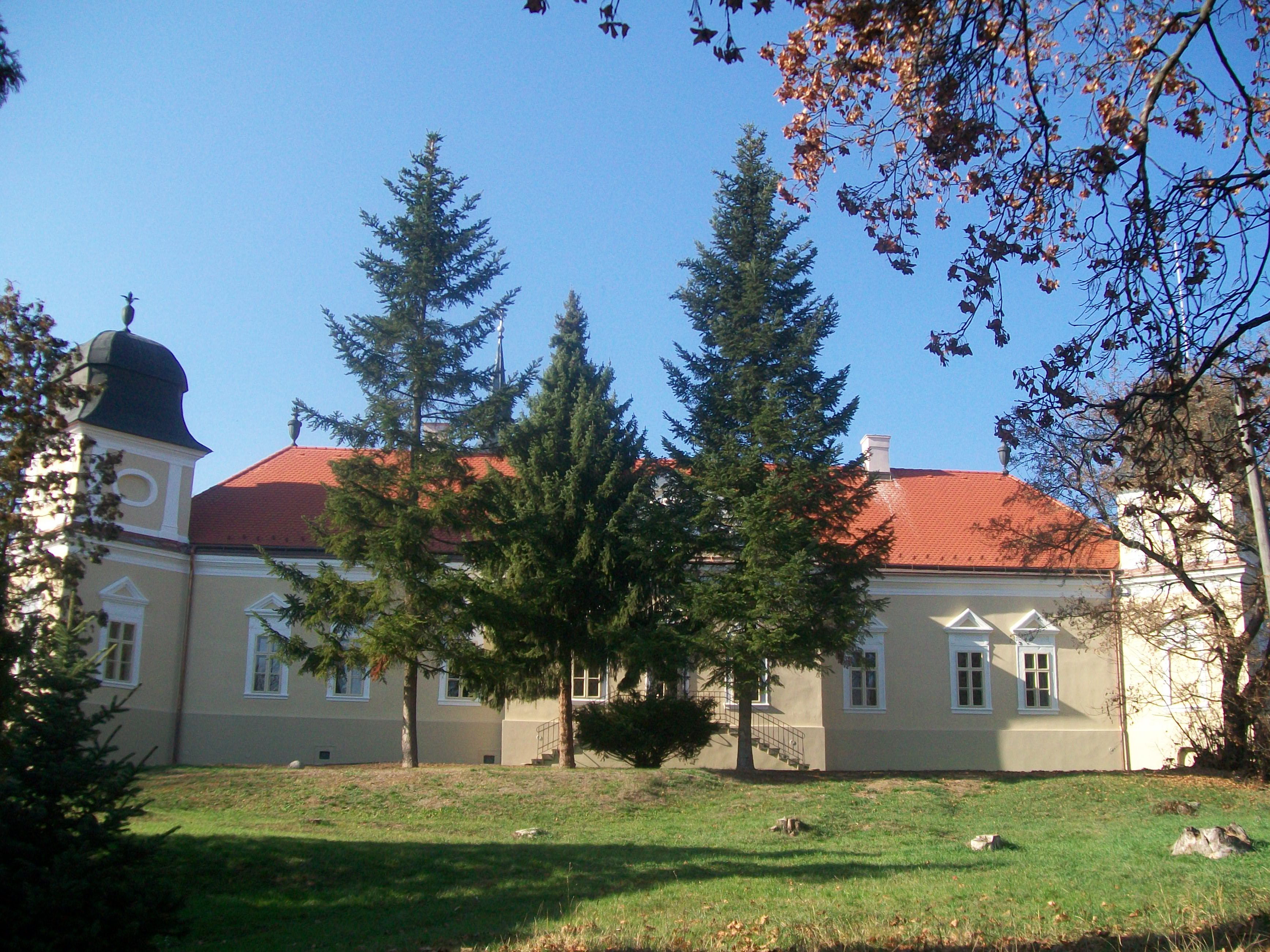
Madách-kastély
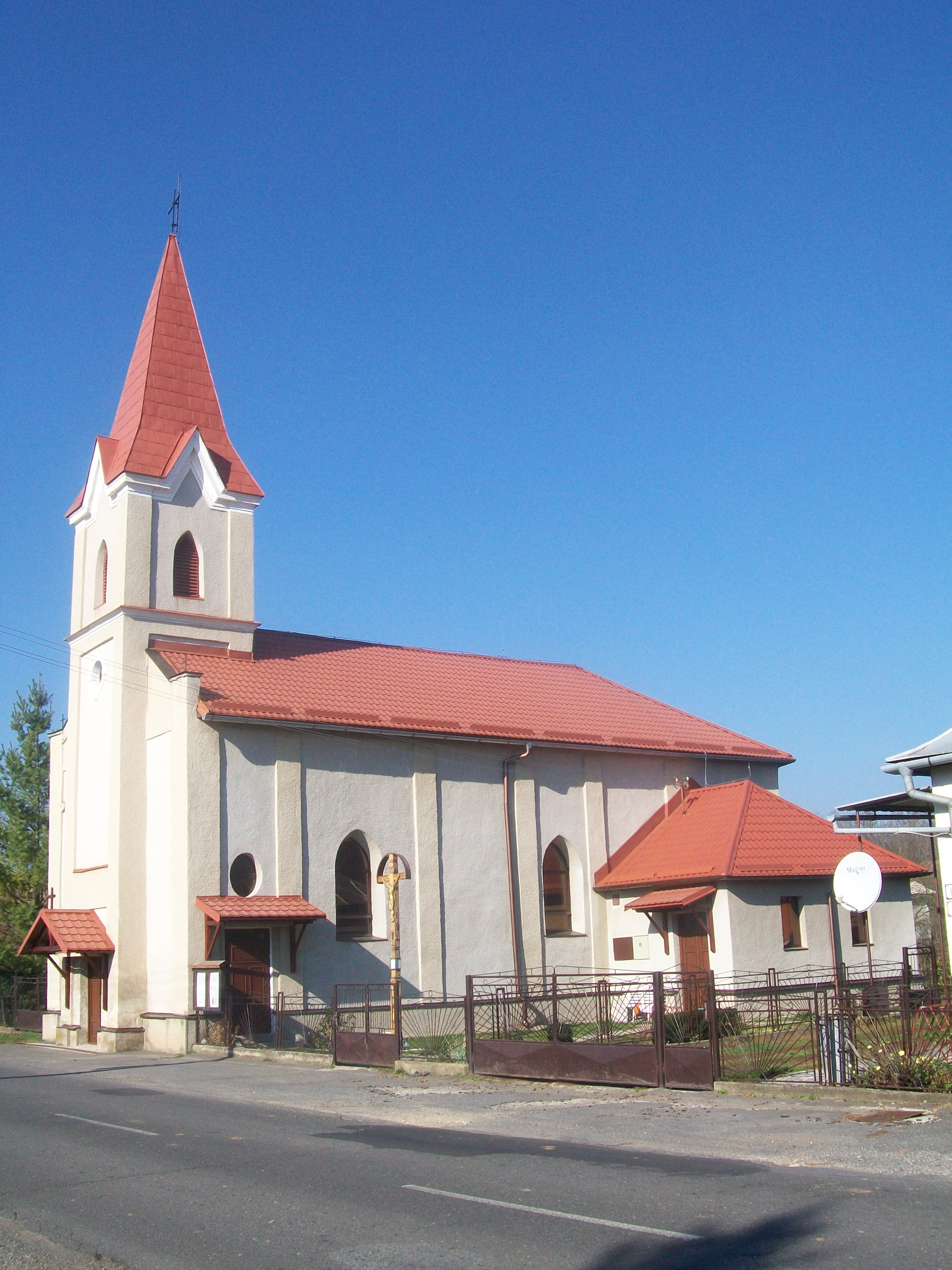
Katolikus templom
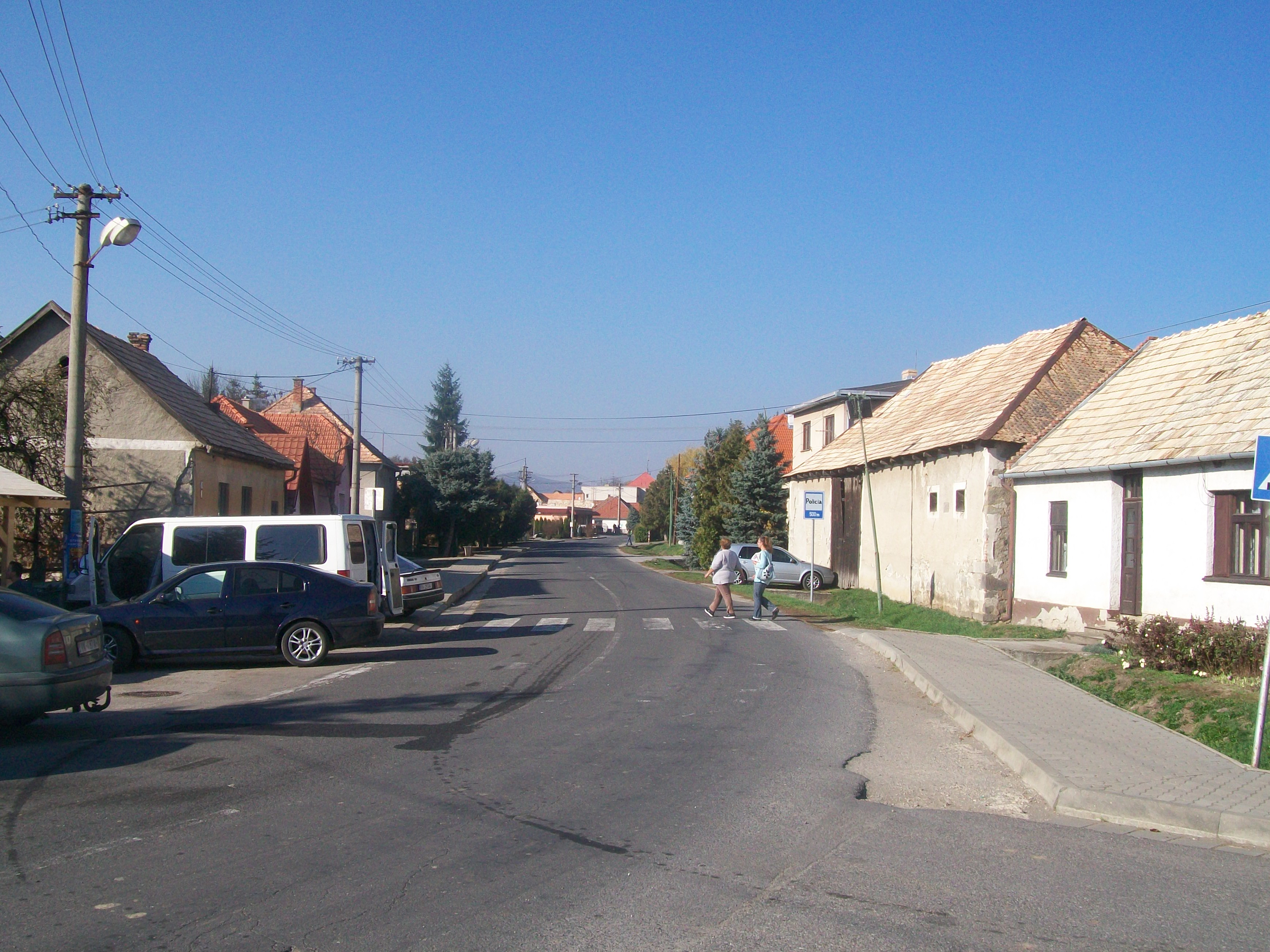
A falu fő utcája
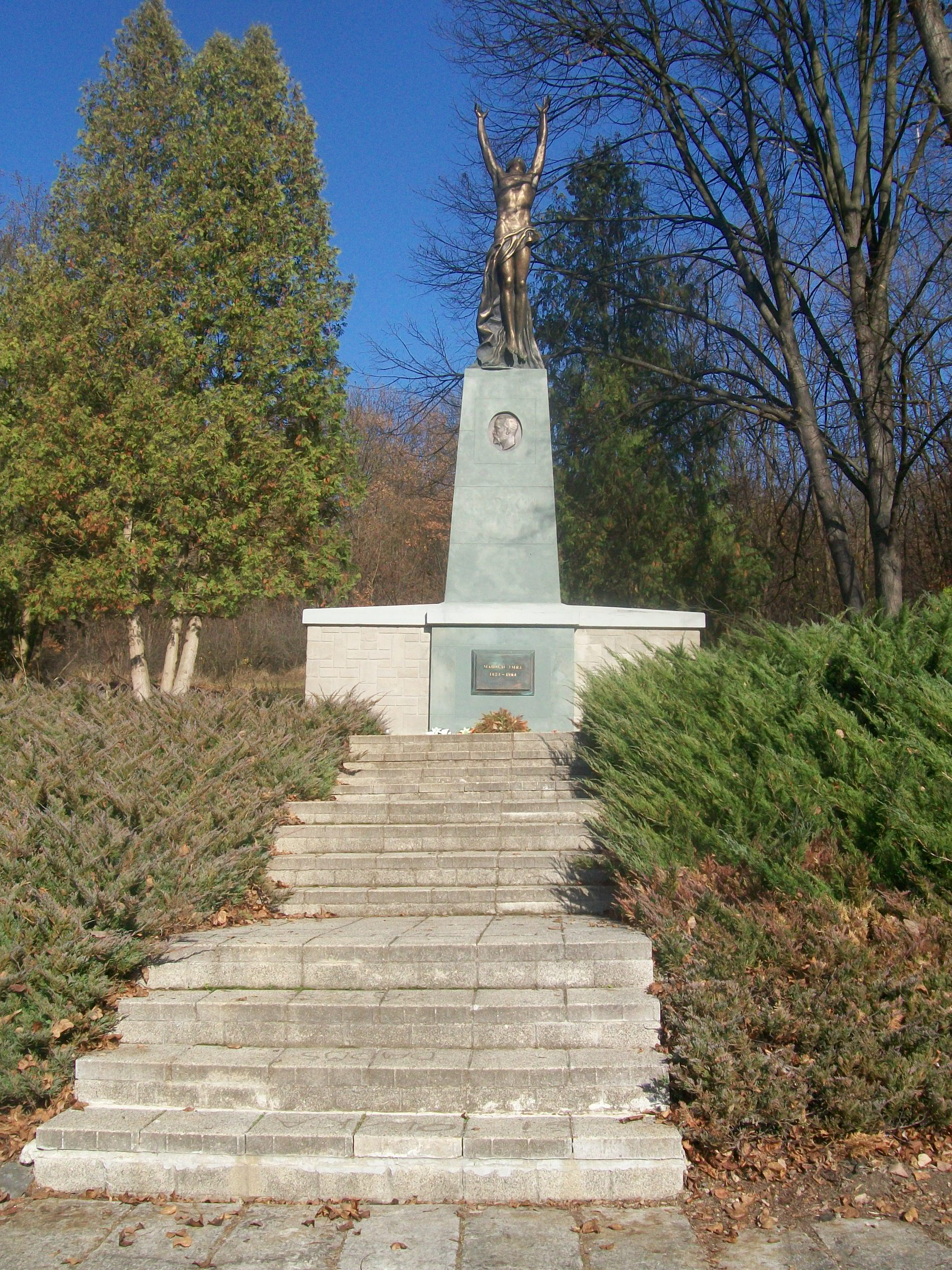
Madách Imre síremléke

## Híres emberek
Itt született
- 1570 körül Rimay János politikus, költő, a magyar késő reneszánsz legjelentősebb íróegyénisége
- 1756-ban Madách Sándor ügyvéd, megyei főügyész
- 1781-ben Madách Imre, császári és királyi kamarás
- 1823-ban Madách Imre a 19. század nagy magyar drámaírója
- 1827-ben Madách Pál alispán, festőművész
- 1892-ben Komlós Aladár irodalomtörténész

Itt halt meg
- 1908-ban Madách Aladár, költő, író, műkritikus

## Külső hivatkozások
- Alsósztregova község honlapja
- Községinfó
- Alsósztregova Szlovákia térképén
- Tourist Channel.sk
- Muzeum.sk
- Az alsósztregovai termálfürdő Archiválva 2007. január 6-i dátummal a Wayback Machine-ben (szlovákul)
- A Madách-kastély (angolul)
- A Madách család
- Madách Imre.lap.hu – Linkgyűjtemény